# Klaus Just
Klaus Just (* 29. März 1964 in Nürtingen, Baden-Württemberg) ist ein ehemaliger deutscher Leichtathlet, der bei den Europameisterschaften 1986 und 1990 mit der 4-mal-400-Meter-Staffel der Bundesrepublik jeweils die Silbermedaille gewann.

## Karriere
1983 belegte Just bei den Junioreneuropameisterschaften den dritten Platz im 400-Meter-Lauf in 46,44 s, mit der 4-mal-400-Meter-Staffel erreichte er Platz 2. Seine erste internationale Medaille gewann er bei den Halleneuropameisterschaften 1985, in 45,90 s erhielt er über 400 Meter Silber hinter dem Briten Todd Bennett. Ebenfalls Silber gewann er bei den Europameisterschaften 1986 mit der 4-mal-400-Meter-Staffel in 3:00,17 min (Klaus Just, Edgar Itt, Harald Schmid, Ralf Lübke). Bei den Weltmeisterschaften 1987 startete Just im Vor- und Zwischenlauf in der 4-mal-400-Meter-Staffel, die im Endlauf Platz 4 belegte. 1989 bei den Halleneuropameisterschaften erkämpfte er in 46,80 s die Bronzemedaille hinter dem Spanien Cayetano Cornet und dem Briten Brian Whittle. Vier Jahre nach der Silbermedaille 1986 erhielt die deutsche 4-mal-400-Meter-Staffel auch bei den Europameisterschaften 1990 die Silbermedaille in 3:00,64 min (Klaus Just, Edgar Itt, Carsten Köhrbrück, Norbert Dobeleit). 1991 erreichte Just bei den Weltmeisterschaften mit der 4-mal-400-Meter-Staffel den sechsten Platz. Bei dieser ersten Staffelteilnahme nach der deutschen Wiedervereinigung kamen Just und Dobeleit aus dem Westen, Rico Lieder und Jens Carlowitz stammten aus der DDR. Insgesamt startete Klaus Just im Erwachsenenbereich bei neunzehn Veranstaltungen im Nationaltrikot.
Klaus Just war 1985 und 1986 deutscher Hallenmeister über 400 Meter, 1990 und 1991 belegte er den zweiten Platz. Mit der Kornwestheimer 4-mal-200-Meter-Staffel siegte er bei den Deutschen Hallenmeisterschaften 1990. Bei Freiluftmeisterschaften war er 1987 Dritter, viermal belegte er den für die Staffelteilnahme in der Nationalmannschaft wichtigen vierten Platz.
Klaus Just war vielfacher Meister bei den Deutschen Polizei-Meisterschaften, 1986 und 1990 wurde er jeweils zweifacher Polizei-Europameister.
Klaus Just begann beim TSV Köngen, trat von 1979 bis 1982 für die LG Filder an und startete ab 1983 für SV Salamander Kornwestheim. In seiner aktiven Zeit war er 1,76 m groß und wog 66 kg.

## Bestleistungen
- 100 Meter: 10,63 s am 7. Juli 1985 in Wiesloch
- 200 Meter: 20,7 s am 28. Juli 1985 in Sindelfingen
- 400 Meter: 45,52 s am 3. August 1985 in Stuttgart